# Okayama Slot
Okayama Slot (岡山 城 Okayama-jou) er et japansk slot i byen Okayama i Okayama-præfekturet i Japan. Hovedtårnet blev afsluttet i 1597, ødelagt i 1945 og genopført i beton i 1966. To af vagttårnene overlevede bombningen i 1945 og er nu opført af Bunka-chou (oversat: kulturstyrelsen) som vigtige kulturelle bygninger.
I skarp kontrast til det hvide "Egret Slot" i den nærliggende Himeji, har Okayama Slot et sort ydre, der har givet kælenavnet "Krageslottet" (烏 城 U-jou) eller "Sorte Fugles Slot". (Det sorte slot i Matsumoto i Nagano er også kendt som "Krageslottet", men kaldes karasu-jou på japansk.)
I dag er kun nogle få dele af Okayama-slottets tag (herunder de fiskeformede Shachihoko) forgyldt, men før slaget ved Sekigahara havde hovedbygningen også forgyldte tagfliser, der gav det kælenavnet "Gyldne Krage Slot" (金 烏 城 Kin U-jou).

## Historie
Opførelsen af Okayama Slot blev påbegyndt i 1573 af Ukita Naoie og afsluttet af hans søn Hideie i 1597. Tre år senere havde Hideie forbindelser med Toyotomi-klanen ved Slaget ved Sekigahara, men blev fanget af Tokugawa-klanen og sendt i eksil til fangeøen Hachijo. Slottet og de omkringliggende len blev givet til Kobayakawa Hideaki som krigsbytte. Kobayakawa døde kun to år senere uden at efterlade en arving, og slottet (og len) blev givet til Ikeda-klanen, som senere tilføjede Kouraku-en som en privat have.
I 1869 blev slottet tilhørende Meiji-regeringens Hyoubu-shou (Krigsministerium), der anså 'samurai'-tidens slotte som arkaiske og unødvendige. Lige som mange andre slotte i hele Japan blev de ydre voldgrave udfyldte, og de gamle borgmure forsvandt gradvist under byen.
Den 29. juni 1945 medførte bomber kastet af allierede bombefly at slottet nedbrændte til jorden. Genopbygningsarbejdet begyndte i 1964 og blev afsluttet i 1966. I 1996 blev Shachihokoerne på taget forgyldt som en del af 400 års jubilæumsfestlighederne.
Det rekonstruerede slot er en betonbygning komplet med klimaanlæg, elevatorer og mange informationstavler, der dokumenterer slottets historie (med et stort fokus på Ikeda-æraen.)

## Beskrivelse
Slottet blev bygget i en bugtning af floden Asagawa (旭川; den mørkeblå bugtning).
I det inderste beskyttede område, borgtårnets del (天 守 曲 輪, Tenshu kuruwa, markeret med 1), lå borgtårnet (天 守 閣, Tenshukaku, markeret med 2, vist med rødt). Borgtårnet bestod af seks etager, der var grupperet sammen til at fremstå som fem på ydersiden. Det skal være en kopi af slotstårnet i Azuchi Slot. Dette borgtårnsområde var del af det omgivende indre område (本 丸, Hommaru), der mod nord blev beskyttet af Tsukimi-vagttårnet (月 見 櫓; markeret med 3).
Der lå boligen (表 書院, Omoto shoin; markeret med 4).
Der omkring lå forborgen shita-no-Dambi var kuruwa (下 の 段 帯 曲 輪, markeret med 5) som på sin side blev beskyttet af en bred grav. Gennem den "udefinerede port" (不明 門, Fumei-mon, vist med orange) når man uden for.
Det indre område blev beskyttet i nord og øst af floden, mod syd og vest af det andet slotområde, Ni-no-maru (二 の 丸). I den sydlige del af Ni-no-Maru den sydøstlige forborg beskyttet (東南 曲 輪, Tonan kuruwa; markeret med 6), hvorfra en lille port (下水 の 手 門, Gesui ingen Temon; markeret med 7) gav adgang over floden til omgivelserne.
Nord for dette slotsområde var der et sted med kirsebærtræer til heste (桜 の 馬 場, Sakura ingen baba; markeret med 8) og et slægtsmindesmærke (祖廟, Sobyo; markeret med 9).
En ydre beskyttende mur omgav et vestligt forområde (Nishi-no-kuruwa; angivet med B) og Nishi-no-Maru (の 西 丸; angivet med A). Endelig udgjorde Nishite-vagttårnet (西 手 途, Nishite-yagura; angivet med 10) afslutningen på vestmuren.
Endvidere hørte til slottet et slotskvarter (angivet med C) for de nærmeste tilhængere mod sydvest, adskilt fra omgivelserne af en grav.
På den anden side af floden var (og er placeret) stor have, kendt som Kouraku-en, som tilhørte slottet.